# Since ’94
Since ’94 – wspólny album producenta DJ-a 600V i rapera Jacka the Rippera. Został wydany 10 maja 2014 roku nakładem nowo powstałej wytwórni 600V – V6 Label. Płyta była wyprodukowana całkowicie przez Imbierowicza i jest w całości anglojęzyczna. Wśród zaproszonych gości pojawili się Sadat X, znany z zespołu Brand Nubian, Lewis Parker, Grand Daddy I.U., pochodząca z Jamajki wokalistka Paradox oraz Ania Kandeger.
9 maja 2014 r. opublikowano teledysk do utworu „Since ’94”.

## Lista utworów
Źródło
| Nr  | Tytuł utworu                                  | Długość |
| --- | --------------------------------------------- | ------- |
| 1.  | „Feelin' Good”                                | 3:43    |
| 2.  | „Since ’94”                                   | 3:27    |
| 3.  | „Real McCoys” (gośc. Sadat X)                 | 4:39    |
| 4.  | „Dropanotherone”                              | 2:39    |
| 5.  | „Rising 2 the Top” (gości. Lewis Parker)      | 3:24    |
| 6.  | „Ownboss”                                     | 3:25    |
| 7.  | „Represent” (gośc. Grand Daddy I.U.)          | 4:20    |
| 8.  | „That's Why I Pray”                           | 3:22    |
| 9.  | „So Much Pain” (gośc. Ania Kandeger, Paradox) | 4:14    |
| 10. | „M.I.C.”                                      | 3:26    |
| 11. | „So Hot”                                      | 3:00    |
| 12. | „Ownboss (RMX)”                               | 3:09    |
|     |                                               | 42:48   |